# Реалеза (Парана)
Реалеза (порт. Realeza) — муниципалитет в Бразилии, входит в штат Парана. Составная часть мезорегиона Юго-запад штата Парана. Входит в экономико-статистический микрорегион Капанема. Население составляет 15 508 человек на 2006 год. Занимает площадь 353,415 км². Плотность населения — 43,0 чел./км².
Праздник города — 12 ноября.

## История
Город основан 24 июня 1963 года.

## Статистика
- Валовой внутренний продукт на 2003 год составляет 136 567 325,00 реалов (данные: Бразильский институт географии и статистики).
- Валовой внутренний продукт на душу населения на 2003 год составляет 8768,93 реалов (данные: Бразильский институт географии и статистики).
- Индекс развития человеческого потенциала на 2000 год составляет 0,783 (данные: Программа развития ООН).